# Samuel Ward King

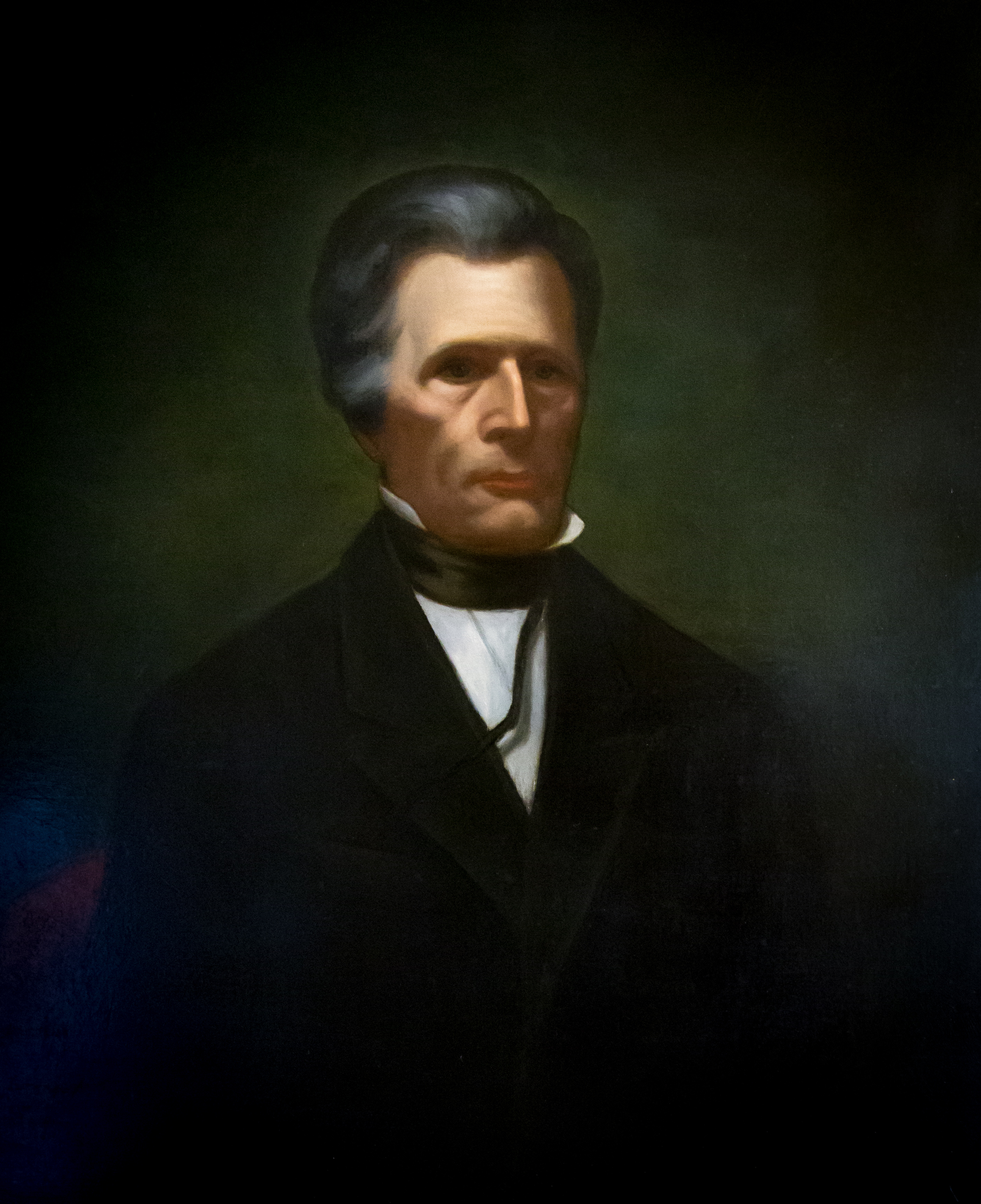
Samuel Ward King.

Samuel Ward King, född 22 maj 1786 i Rhode Island, död 20 januari 1851 var en amerikansk politiker och guvernör i Rhode Island från 1839 till 1843.

## Tidigt liv
King föddes i Johnston, Providence County, Rhode Island, som son till William Borden King och Welthian Walton. Han studerade vid Brown University. Han blev doktor i medicin och arbetade som läkare i 1812 års krig.
King var gift med Catherine Latham Angell, som han fick fjorton barn tillsammans med.

## Politisk karriär
År 1820 valdes King till stadssekreterare (town clerk) i Johnston. Han var elektor för Rhode Island i presidentvalet 1832. Han valdes till Rhode Islands senat 1838. Första gången han blev guvernör var 1839, då parlamentet inte lyckades nå en majoritet för någon av de tre främsta kandidaterna. Han efterträdde William Sprague III. Han valdes till tre ytterligare mandatperioder och tjänstgjorde från den 2 maj 1839 till den 2 maj 1843.
Under sin tid som guvernör i Rhode Island tog han stark ställning mot den utökade rösträtten som ledde till Dorrupproret åren 1841-1842. President John Tyler vägrade skicka federala styrkor på Kings begäran för att slå ned upproret.
King efterträddes som guvernör av James Fenner, som därmed blev guvernör för tredje gången.